# Victoria Szpunberg
Victoria Szpunberg (Buenos Aires, 24 de noviembre de 1973) es una dramaturga y docente de artes escénicas argentina, afincada en España. En 2013 ganó el Premio Max a la mejor autoría teatral catalana con la obra El próximo año será mejor, escrita de forma colectiva junto a Carol López, Marta Buchaca y Mercè Sarrias, y en 2024, el Premio Ciudad de Barcelona a las Artes Escénicas por su obra L’imperatiu categòric. 

## Trayectoria
Su abuelo, León Szpunberg, de origen judío, huyó de los pogromos de centroeuropa durante el primer cuarto del siglo XX. Junto al resto de la familia que no acabó en los campos de concentración nazis consiguieron llegar a Argentina. Su madre y Alberto Szpunberg, su padre, nacidos en Buenos Aires, también tuvieron que exiliarse a causa del golpe de estado en Argentina de 1976 y se instalaron en El Masnou de Barcelona.  Este bagaje familiar, desde las historias de Rusia y de la Unión Soviética contadas por su abuelo, mezcladas con expresiones en Yidis, hasta las vivencias de sus padres en Argentina han marcado su obra.
Se formó en danza y composición en la Escuela Área de Barcelona. Estudió interpretación en la Escuela Sportivo Teatral de Buenos Aires y en el Colegio del Teatro de Barcelona. Es licenciada en Dirección y Dramaturgia por el Instituto del Teatro de Barcelona y cursó el Máster en Estudios Teatrales de la Universidad Autónoma de Barcelona.
Es profesora del Departamento de Dramaturgia del Instituto del Teatro de Barcelona desde 2004, y es docente de varios centros de enseñanza de arte dramático como el Instituto del Teatro, la Escuela Superior de Coreografía de Barcelona, la Escuela Superior de Arte Dramático Eòlia, el Obrador de la Sala Beckett, o la Obrador de la Sala Beckett Aulas de Barcelona. Ha colaborado también con la Escuela de Teatro Social Patothom, y ha participado en varios proyectos de teatro y educación, como el programa CaixaEscena o los cursos de verano del Campus Universitario del Mediterráneo de la Universidad Politécnica de Cataluña. Además, participó en la primera edición del proyecto T6 del Teatro Nacional de Cataluña en 2002-2003.
Ha trabajado y estrenado sus obras en espacios de Barcelona como el Teatro Nacional de Cataluña, el Teatro Liure, el Teatro Tantarantana o la Sala Beckett, así como en otros teatros de España. Sus obras se han representado en festivales como el Festival Griego, el Temporada Alta de Gerona, el Festival Internacional de Teatro de Sitges o la Bienal Internacional de Danza de Cali.  Sus textos han sido traducidos a más de diez idiomas y se han representado en Estados Unidos, Colombia, Italia, República Checa, Francia, entre otros países.
Su primera obra, Entre aquí y allá (lo que dura un paseo), escrita en 1998, se estrenó en el 2000 en la Real Escuela Superior de Arte Dramático de Madrid bajo la dirección de Julián Quintanilla.  Otras de sus obras son El escaparate (2003), Esthetic Paradise (2004), La máquina de hablar (2007), Boys don't Cry (2012), Balena blava (2018), El pes d'un cos (2022) o Mal de coraçon (2023). También, escribió de forma colectiva junto a Carol López, Marta Buchaca y Mercè Sarrias, El próximo año será mejor que en 2013 ganó el Premio Max a la mejor autoría teatral catalana.
Escribió en 2008, La fragilidad de la memoria (Cómo narrar un hecho abismal: el del exilio y la última dictadura argentina), gracias al programa Iberescena, una trilogía formada por las obras Mi abuelo no fue a Cuba, La marca preferida de las hermanas Clausman y por el texto radiofónico La memoria de una Ludisia. En 2018, Arola Editors publicó una recopilación de la producción escénica de Szpunberg dentro de su colección de Teatre Reunit.
La Sala Beckett la seleccionó para la temporada 2018-2019, como autora residente y creó Amor mundi, obra que estrenó en el Festival Griego de Barcelona. Escribió el libreto de la ópera sobre el barrio de El Raval de Barcelona, La gata perduda, una obra de creación comunitaria, musicalizada por Arnau Tordera, con la participación de 900 personas del mismo barrio y que se estrenó en el 2022 en el Gran Teatro del Liceo. Dos años más tarde, en 2024 estrenó L’imperatiu categòric, sobre la problemática de la vivienda y de la precariedad laboral, por el que recibió el Premio Ciudad de Barcelona de Artes escénicas de la 75 edición y una nominación como finalista en la categoría de Mejor autoría teatral en la XXVIII edición de los Premios Max. Por esta obra ha recibido también el Premio Butaca al mejor texto, Premio de la Crítica, Premio TimeOut a la mejor creadora del año, Premio Teatre Barcelona...
Además de su carrera como autora, ha colaborado con diferentes coreógrafos, ha firmado dramaturgias y adaptaciones teatrales, ha trabajado como directora y ha escrito piezas para radio e instalaciones sonoras, como: Caín y Caín, para la Compañía Mal Pelo (2011), Bailando en la arena un homenaje a Carmen Amaya (2012), o, Naciste vos (2014) y Etnias - Skená (2015) para el Ballet Folklórico de Antioquía de Medellín. También es colaboradora del programa Vostè Primer de RAC1, presentado por Marc Giró.
En 2025 escribió Vulcano para el Teatro Valle-Inclán de Madrid que dirigió y produjo Andrea Jiménez.
Ese mismo año estrenó «La Tercera Fuga» en la Sala Gran del TNC, siendo la primera mujer que escribe y dirige su propio texto en esta sala.

## Reconocimientos
Su primera obra, Entre aquí y allá (lo que dura un paseo), de 1998, recibió un accésit del Premio Maria Teresa León y fue seleccionada en el año 2000 para participar en la Residencia Internacional del Royal Court Theatre de Londres.  Más tarde, la Sala Beckett la seleccionó como autora residente para la temporada 2018-2019, y creó Amor mundi, obra que estrenó en el Festival Griego de Barcelona. El programa de autores en residencia de la Sala Beckett consiste en incorporar un dramaturgo al equipo artístico de la sala y hacerlo partícipe, durante una temporada, de las decisiones y actividades que se llevan a cabo, con el encargo de escribir una obra nueva, que será estrenada y producida por la sala.
En 2013 ganó el Premio Max a la mejor autoría teatral catalana por la obra El próximo año será mejor, que escribió de forma colectiva junto a Carol López, Marta Buchaca y Mercè Sarrias. Su obra de 2015 L'onzena plaga fue nominada a los Premios Butaca y la de 2023, El peso de un cuerpo, producida por el Centro Dramático Nacional fue nominada a Mejor autoría teatral y Mejor dirección de escena de la XXVI edición de los Premios Max. En 2024 estrenó El imperativo categórico, sobre la problemática de la vivienda y de la precariedad laboral, que le valió un Premio Ciudad de Barcelona de Artes escénicas y una nominación como finalista en la categoría de Mejor autoría teatral a los Premios Max de 2025.
Premio Butaca por l'Imperatiu Categòric
Premio de la Crítica por l'Imperatiu Categòric
Premio TimeOut mejor creadora 2024